# Pièce de 10 francs Léon Gambetta
Pour les articles homonymes, voir 10 francs.
La dix francs Léon Gambetta est une pièce de monnaie de dix francs français émise en 1982 pour commémorer Léon Gambetta à l'occasion du centenaire de sa mort.
Dessinée par le graveur général des monnaies Émile Rousseau, la pièce représente à son avers le portrait de Léon Gambetta tel qu'il était vers 1870 et à son revers une illustration de son départ en ballon monté le 7 octobre 1870 lors du siège de Paris au-dessus de drapeaux symbolisant son patriotisme.
Cette pièce est la première émission commémorative depuis l'entrée en vigueur du nouveau franc le 1er janvier 1960. Dérivée du type Mathieu, cette monnaie utilise les mêmes flans en cuivre 920, nickel 60 et aluminium 20 avec une tolérance de +/- 10 millièmes et présente les mêmes caractéristiques physiques avec un diamètre de 26 mm et une épaisseur de 2,5 mm pour une masse de 10 grammes avec une tolérance de +/- 50 millièmes, à l'exception de la tranche qui est lisse.

## Frappes
| millésime | numéro catalogue | tirage    | remarques |
| --------- | ---------------- | --------- | --------- |
| 1982      | F.366/1          | 4 000     | essai     |
| 1982      | F.366/2          | 3 044 511 |           |

## Sources
- Arrêté du 13 septembre 1982 fixant les caractéristiques et le type d'une pièce commémorative de 10 F, JORF no 221 du 22 septembre 1982, p. 2833, sur Légifrance
- Compagnie Générale de Bourse